# Radobýl
Der Radobýl (deutsch: Radobil, auch Radebeule) ist einer der markantesten Kegelberge
im südlichen Böhmischen Mittelgebirge in Tschechien. Der kahle, fast waldlose Berg beeindruckt vor allem von Süden durch seine glockenförmige, schroffe Gestalt. Die seltene Trockenrasenvegetation der Südseite steht als Naturdenkmal unter Schutz.

## Lage und Umgebung
Der Radobyl befindet sich im rechtselbischen Teil des Böhmischen Mittelgebirges und bildet einen der Torpfosten der Porta Bohemica ungefähr 3 km westlich von Litoměřice (Leitmeritz). Direkt am Fuß des Berges an der Südseite befindet sich die Gemeinde Žalhostice (Tschalositz), welche wie das benachbarte Velké Žernoseky (Großtschernosek) für den Weinbau bekannt ist. Nördlich unter dem Höhenzug Bídnice befanden sich am Ende des Zweiten Weltkriegs die unterirdischen Rüstungsfabriken Richard I und Richard II. Die unterirdischen Räume dienen heute als Endlager für schwach radioaktive Abfälle, siehe Richard (Tschechien).

## Geologie
Der obere Teil des Berges besteht aus Basalt, welcher bis in die 1950er Jahre im Steinbruch auf der Westseite durch die Tschalositzer Basaltwerke abgebaut wurde. Die liegenden, geschwungenen und stehenden Basaltsäulen zählen zu den schönsten im Böhmischen Mittelgebirge. Der Sockel des Berges wird durch Sedimente der Kreide gebildet, hier vor allem von Plänersandstein.

## Floristische Besonderheiten
Typisch für alle Berge des südlichen Böhmischen Mittelgebirges sind die Trockenrasen an den sonnenbeschienenen Südseiten. Diese Bereiche sind Heimat vieler für Mitteleuropa seltener Pflanzen, welche aus den Steppen Südosteuropas stammen.

Blick auf Litoměřice

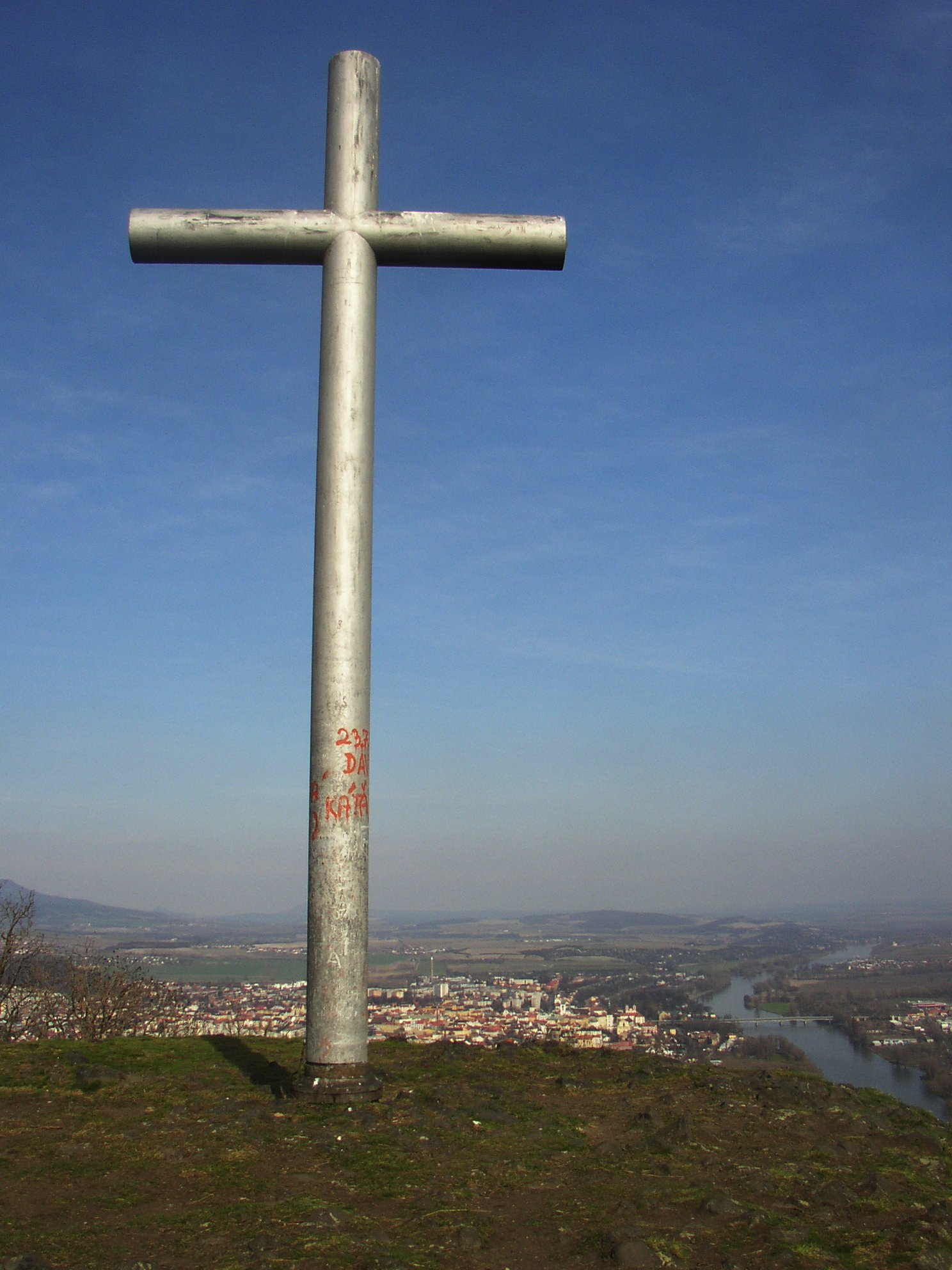
Gipfelkreuz

## Kultur
Der Gipfel war einer der Lieblingsorte des Schriftstellers Karel Hynek Mácha. Am 23. Oktober 1836 sah er von hier ein Feuer in Litoměřice. Er lief hinunter, um es zu löschen. Während des Löschens trank er Wasser von einem Brunnen. Wahrscheinlich deswegen starb er am 6. November an Typhus.

## Aussicht
Die Aussicht ist sehr umfassend. Im Süden breitet sich die weite Elbniederung aus, die vom Říp (Georgsberg) und der Hazmburk (Hasenburg) dominiert wird. Nach Westen schweift der Blick über den Elbdurchbruch an der Porta Bohemica ins westliche Böhmische Mittelgebirge mit Lovoš (Lobosch), Kletečná (Kletschen) und Milešovka (Milleschauer). Im Nordosten erhebt sich der sattelförmige Sedlo (Geltschberg).

## Wege zum Gipfel
- Über den Berg führt eine gelb markierte Wanderroute, welche in Litoměřice (Leitmeritz) beginnt und ins Elbdorf Žalhostice führt. Von diesem Weg führt eine kurze, steile Abzweigung zum Gipfel.
- Ein günstiger Zugang für eine Besteigung, mit Parkmöglichkeit für Autofahrer, befindet sich im Sattel nördlich der Radebeule an der Straße von Litoměřice nach Michalovice. Auf dem Gipfel befinden sich schon immer weithin sichtbare Gipfelkreuze, das erste Kreuz gab es bereits 1622. Das heutige Anfang der 1990er Jahre aufgestellte eiserne Kreuz ist bereits das achte in Folge.